# Nuno II Mendes
Nuno Menendes Nuno anche in portoghese, in galiziano e in catalano Nuño in spagnolo (prima metà dell'XI secolo – 1071) è stato un militare spagnolo; era un nobile galiziano nel Regno di León dell'XI secolo, che fu l'ultimo Conte di Portucale.

## Origine
Nuno, come riporta Portugal no Período Vimaranense (868-1128), era figlio del Conte di Portucale Menendo Nunes e della moglie, di cui non si conoscono né il nome né gli ascendenti.

Menendo Nunes, come riporta Portugal no Período Vimaranense (868-1128) era figlio del Conte di Portucale, Nuno Alvites e della moglie (come risulta dal documento CCIX del Portugaliae monumenta historica), Ilduara Menéndez , figlia di Mendo II Gonçalves e della moglie, Tutadona Moniz de Coimbra.

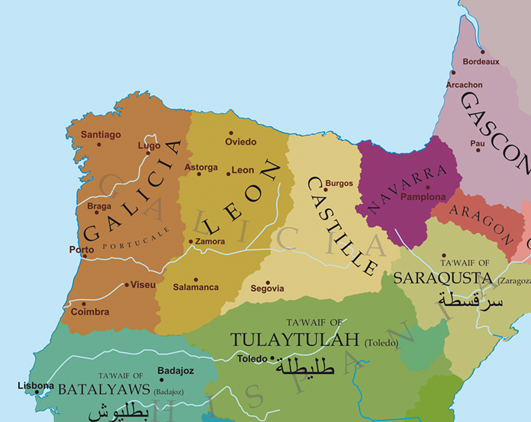
La penisola iberica alla morte di Nuno Menendes

## Biografia
Come riporta lo storico medievalista portoghese Mário de Gouveia, nel suo Nuno Mendes (?-1071): o último conde de Portucale, non si hanno notizie degli anni giovanili di Nuno.
Non si conosce la data esatta della morte di suo padre Menendo; secondo il Portugal no Período Vimaranense (868-1128) Menendo era ancora vivente nel 1050. Dopo Menendo non viene più citato per cui si suppone che morì in quello stesso anno, o poco dopo come sostiene lo storico medievalista portoghese José Mattoso nel suo A Nobreza Portucalense dos Seculos IX a XI. Nuno succedette al padre, Menendo Nunes, come riporta Portugal no Período Vimaranense (868-1128). citandolo come consul de Portugal.
Nuno, secondo Rodrigo Furtado, nel suo CUANDO PORTUGAL ERA REINO DE LEÓN: UNA REGIÓN EN EL NORDESTE PENINSULAR (SIGLOS IX-XI), tra il 1055 e il 1058 ricostruì e ripopolò le terre che in quegli anni erano state riconquistate dai re di León ad al-Andalus.
Tra il 1058 e il 1064 (conquista di Coimbra) il re di León Ferdinando I proseguì nella riconquista, come riportano sia il Chronicon Lusitanum, che il ANONYME CHRONIQUE DE LUSITANIE.
Secondo Nuno Mendes (?-1071): o último conde de Portucale Nuno ebbe la conferma del titolo di conte di Portucale da Fernando I nel 1059 e poi da García I, nel 1070.
Nel 1070 i rapporti con il re di Galizia García I erano buoni: si erano incontrati a Nogueira (Braga), come riporta Portugal no Período Vimaranense (868-1128); ma nel 1071 Nuno fu a capo della sollevazione contro Garcia I, che, come riportano sia il Chronicon Lusitanum, che il ANONYME CHRONIQUE DE LUSITANIE, nella battaglia di Pedroso, località vicino a Braga, riportò una chiara vittoria, disperdendo i rivoltosi e uccidendo Nuno.

La morte di Nuno avvenne tra il 1071 e il 1072; secondo Nuno Mendes (?-1071): o último conde de Portucale Nuno fece una donazione nel febbraio di quest'ultimo anno, e poi nel mese di aprile risultava deceduto.
A seguito di questa vittoria Garcia I, assunse il controllo diretto della contea di Portucale, come riporta Portugal no Período Vimaranense (868-1128); quindi la contea di Portucale, governata dai discendenti di Vímara Peres, ebbe termine e fu ripristinata da Raimondo di Borgogna, come viene riportato da Rodrigo Furtado.

## Matrimonio e discendenza
Secondo Nuno Mendes (?-1071): o último conde de Portucale, Nuno sposò Goncinha.

Nuno da Goncinha ebbe una figlia:
- Loba, che sposò m Sesnando Davides[16].

### Fonti primarie
- (LA)  Portugaliae monumenta historica.
- (LA)  (ES)  #ES Historia de la Santa A. M. Iglesia de Santiago de Compostela, Tomo II.
- (LA)  España sagrada. Volumen 14.

### Letteratura storiografica
- (ES)  #ES CUANDO PORTUGAL ERA REINO DE LEÓN: UNA REGIÓN EN EL NORDESTE PENINSULAR (SIGLOS IX-XI)
- (PT)  Portugal no Período Vimaranense (868-1128). Iª Parte
- (PT)  #ES Nuno Mendes (?-1071): o último conde de Portucale
- (PT)  #ES A Nobreza Portucalense dos Seculos IX a XI
- (FR)  #ES ANONYME CHRONIQUE DE LUSITANIE